# Gare de Tarascon
Ne doit pas être confondu avec Gare de Tarascon-sur-Ariège.
La gare de Tarascon, également appelée gare de Tarascon-sur-Rhône, est une gare ferroviaire française située sur le territoire de la commune de Tarascon, dans le département des Bouches-du-Rhône, en région Provence-Alpes-Côte d'Azur.
C'est une gare de la Société nationale des chemins de fer français (SNCF), desservie par des trains express régionaux des réseaux TER Provence-Alpes-Côte d'Azur et TER Occitanie.

## Situation ferroviaire

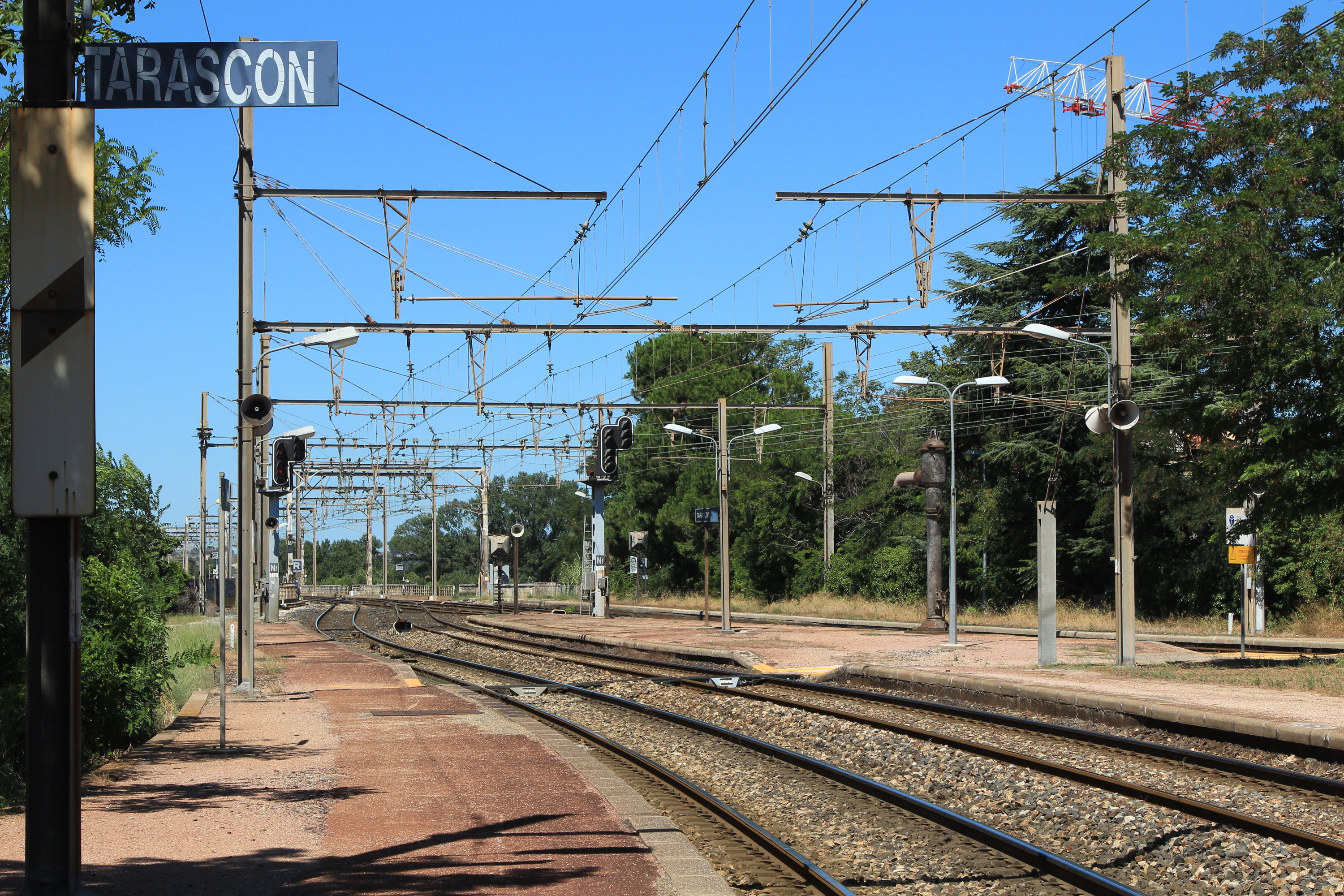
Vues des voies et de la bifurcation des deux raccordements, en direction de Nîmes.

Établie à 17 mètres d'altitude, la gare de Tarascon est située au point kilométrique (PK) 0,000 de la ligne de Tarascon à Sète-Ville, qui est également le point d'aboutissement, au PK 762,872, du raccordement nord de Tarascon (permet les relations d'Avignon-Centre vers Sète et vice-versa). Elle dispose aussi de quais sur le raccordement sud de Tarascon (permet les relations de Marseille-Saint-Charles vers Sète et vice-versa), à son PK 1,454.
Autrefois, un troisième raccordement permettait la desserte par les trains de la ligne de Paris-Lyon à Marseille-Saint-Charles.
Enfin, elle était l'origine de la ligne de Tarascon à Orgon, chemin de fer d'intérêt local à écartement standard, fermée dans les années 1950.

## Histoire

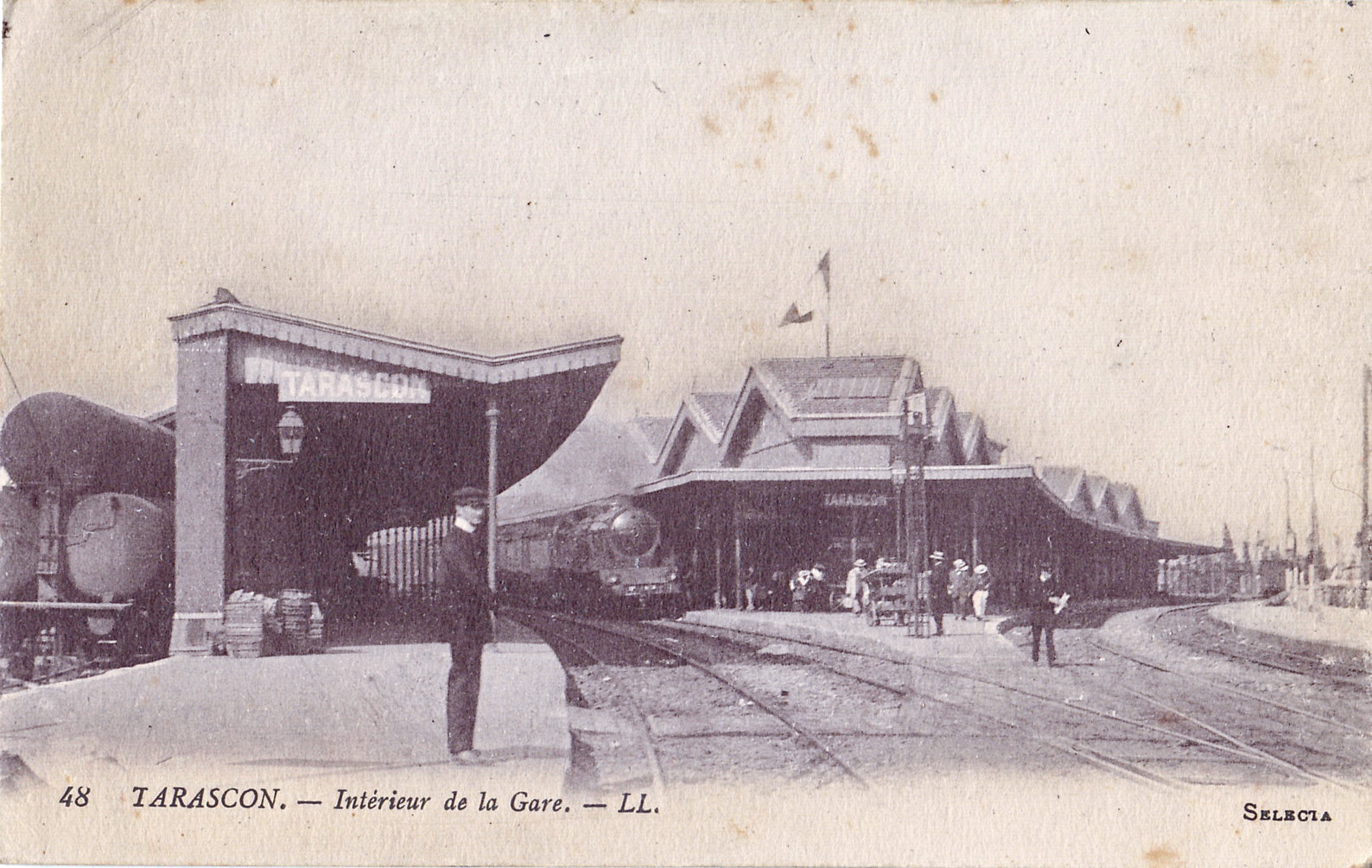
La gare, avant la Première Guerre mondiale.

Le tronçon d'Avignon à Marseille de l'actuelle ligne de Paris-Lyon à Marseille-Saint-Charles est concédé le 24 juillet 1843 à Paulin Talabot, Joseph Ricard, Chaponnière et Étienne Émilien Rey de Foresta, suivant les clauses du cahier des charges du 31 mars 1843, modifié le 12 juin. La Compagnie du chemin de fer d'Avignon à Marseille ouvre la ligne par tronçons successifs et la gare de Saint-Martin-de-Crau est mise en service avec le tronçon de Rognonas à Saint-Chamas le 18 octobre 1847. Comme la ligne, la gare est ensuite exploitée par la Compagnie des chemins de fer de Paris à Lyon et à la Méditerranée (PLM).
La disposition particulière de la gare de Tarascon provient de la jonction entre la ligne de Paris-Lyon à Marseille-Saint-Charles et les deux branches de la ligne de Tarascon à Sète-Ville (la branche sud permettant de desservir Arles et Marseille et la branche nord donnant accès à Avignon, Lyon ou Paris). Une voie directe en ligne droite permet aux trains directs d'éviter la traversée de la gare tandis qu'une déviation permet aux autres trains de la ligne Paris – Marseille de desservir la gare de Tarascon située dans le triangle formé par la voie déviée de la ligne Paris – Marseille et les deux branches de la ligne vers Sète.
À partir de 1874, la Compagnie des chemins de fer départementaux des Bouches-du-Rhône possède également une gare dans le triangle formé par la ligne directe et les deux branches de la ligne vers Sète. Elle dessert la ligne de Tarascon à Saint-Rémy-de-Provence puis, en 1877, son extension de Saint-Rémy-de-Provence à Orgon.
En raison du manque de place entre la ligne principale et le Rhône, la branche sud de la ligne de Sète à Tarascon croise perpendiculairement et à niveau la déviation de la ligne Paris – Marseille avec un angle de 90°. En outre, la gare de Tarascon, située près du viaduc sur le Rhône, est disposée sur un important remblai bordé, côté ville, par un haut mur de soutènement en pierre qui se prolonge vers le nord par un long viaduc surplombant plusieurs rues de la ville.
- En 1932, la compagnie du PLM met en place un saut-de-mouton à la jonction entre la ligne principale et la branche nord de la ligne vers Sète[4].
- À l'été 1944, la gare de Tarascon subit d'importants dégâts lors de bombardements aériens visant le nœud ferroviaire de Tarascon et de Beaucaire, ainsi que le viaduc ferroviaire sur le Rhône, qui était alors le seul pont sur le fleuve en aval d'Avignon capable de supporter le poids des blindés allemands les plus lourds ; de nombreux bâtiments avoisinants seront touchés par les bombes[5].
- La déviation de la ligne de Paris-Lyon à Marseille-Saint-Charles a été démontée en 1955, en raison de sa complexité d'utilisation[6] ; il n'est désormais plus possible de desservir Tarascon, Arles et Avignon avec le même train.

## Fréquentation
De 2015 à 2023, selon les estimations de la SNCF, la fréquentation annuelle de la gare s'élève aux nombres indiqués dans le tableau ci-dessous.
| Année                      | 2015    | 2016    | 2017    | 2018    | 2019    | 2020    | 2021    | 2022    | 2023    |
| -------------------------- | ------- | ------- | ------- | ------- | ------- | ------- | ------- | ------- | ------- |
| Voyageurs                  | 219 666 | 213 085 | 226 304 | 196 663 | 213 447 | 113 552 | 184 601 | 209 311 | 201 197 |
| Voyageurs et non voyageurs | 274 583 | 266 356 | 282 880 | 245 829 | 266 809 | 141 940 | 230 751 | 261 639 | 251 497 |

## Service des voyageurs

### Accueil
Gare de la SNCF, elle dispose d'un bâtiment voyageurs. Elle est équipée d'un automate pour l'achat de titres de transport régionaux.
L'accès aux quais s'effectue uniquement par des escaliers, la gare ne comportant ni ascenseur ni rampe d'accès ; toutefois, un service d'assistance aux personnes à mobilité réduite est disponible sur réservation.

### Desserte
Tarascon est desservie par :

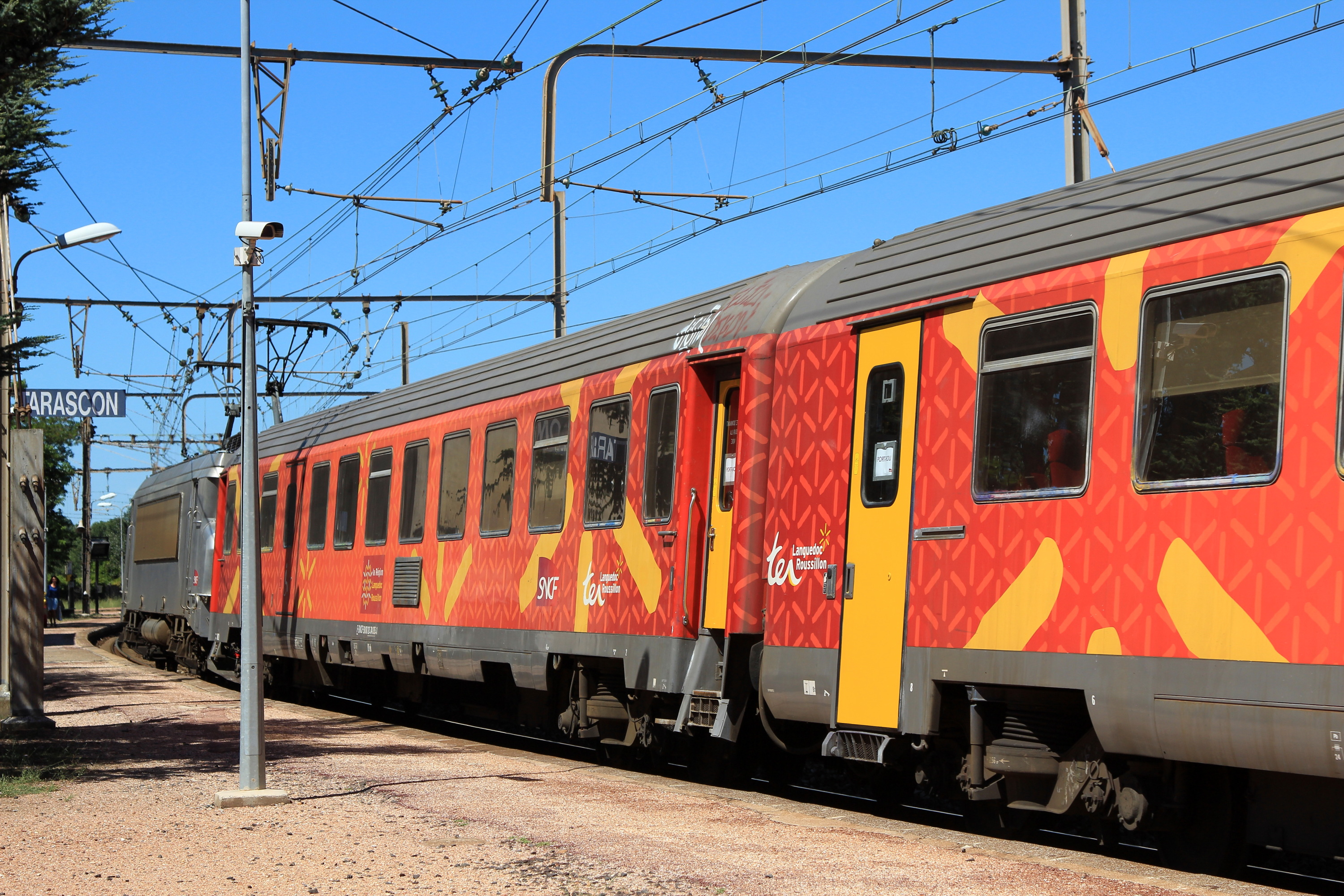
Un TER arrivant en gare.

- des trains TER Occitanie, qui effectuent des missions entre Avignon-Centre et Montpellier-Saint-Roch (et au-delà, jusqu'à Portbou) ;
- des trains interrégionaux TER Provence-Alpes-Côte d'Azur et TER Occitanie, circulant entre Marseille-Saint-Charles et Montpellier-Saint-Roch (et au-delà, jusqu'à Narbonne).

### Intermodalité
Un parking est aménagé à proximité. Une gare routière, située face à la gare, permet des correspondances avec des lignes de plusieurs sociétés d'autocars : liO (lignes 150 et 151), et Cartreize (Zou !) (lignes 54 et 56).

## Service des marchandises
Cette gare est ouverte au service du fret (uniquement par train massif) ; elle dessert une installation terminale embranchée.